# Eva Arndt-Riise
Eva Johanne Arndt-Riise (født 27. november 1919 i Aarhus, død 18. juni 1993 i Gjesing), også kendt som Eva Arndt, var en dansk svømmer, der deltog i de olympiske lege i henholdsvis 1936 og 1948 og var med på holdet, der vandt sølv i 4×100 m fri ved legene i 1948. Desuden var hun med til at vinde guld ved EM i 1938.
Eva Arndt svømmede oprindeligt i AGF, men boede en overgang i København, hvor hun var medlem af Triton. Sammen med blandt andet Ragnhild Hveger og Inge Sørensen var Eva Arndt-Riise en af de meget unge danske svømmere, der fik sit internationale gennembrud ved OL i Berlin i 1936. Hun stod måske lidt i skyggen af nogle af de andre fra generationen, og individuelt måtte hun i 100 m fri nøjes med en femteplads i sit indledende heat i tiden 1.10,1 min, hvilket ikke kvalificerede hende videre. Hun udgjorde sammen med Hveger, Elvi Svendsen og Tove Bruunstrøm Madsen stafetholdet i 4×100 m fri, der blev nummer syv.
To år senere vandt Eva Arndt sammen med Hveger, Gunvor Kraft og Birte Ove-Petersen guld ved EM i London. Kvartetten satte verdensrekord med tiden 4.27,6 minutter, og denne rekord bestod i over fjorten år, inden den blev slået i 1952 af et ungarsk hold. Når den holdt så længe, skyldtes det ikke mindst anden verdenskrig, der satte en stopper for de store internationale stævner, og derfor var det for Arndt-Riise som så mange andre i hendes generation begrænset med resultater i omkring et årti.
Da OL skulle finde sted i London i 1948, var hun tilbage i AGF og blot 28 år, og sammen med den jævnaldrende Elvi Svendsen var hun alderspræsident på stafetholdet ved OL. I det indledende heat bestod holdet af Arndt-Riise, Svendsen, Fritze Nathansen og Greta Andersen, der med ny olympisk rekord på 4.33,5 kvalificerede sig sikkert til finalen (rekorden stod dog kun få minutter, inden hollænderne slog den med over to sekunder). I perioden mellem det indledende heat og finalen havde Greta Andersen et dramatisk uheld, idet hun besvimede i vandet under et 400 m løb. Hun var måske ikke helt restitueret til finalen, hvor holdet bestod af Arndt-Riise, Karen Margrethe Harup, Andersen og Nathansen. Skønt de fire kvinder svømmede næsten fire sekunder hurtigere end i det indledende heat, måtte Nathansen på de sidste 25 meter opleve at se amerikaneren Ann Curtis både indhente og overhale sig, så USA vandt guld i tiden 4.29,2 mod danskernes 4.29,6. Sølvmedaljen var dog sikker, idet hollænderne var to sekunder langsommere.
Eva Arndt blev gift 4. september 1941 med Boris Holger Riise med hvem hun fik to sønner.